# Todo cuenta
«Todo cuenta» es una canción de la banda mexicana de rock DLD, incluida para su álbum cuarto album  de estudio titulado Primario. El sencillo fue lanzada a principios en el mes de noviembre del año 2012 como el segundo sencillo de dicho álbum por su discográfica Sony Music Group.

## Vídeo musical
El videoclip fue dirigido por Leche Ruiz y filmado en la Ciudad de México. En dicho vídeo se muestra a la agrupación en varios escenografias y fondos de varios colores mientras Francisco canta toda la canción hasta el final.

## Lista de canciones

### Descarga digital[8]
| Arsénico — Single |            |          |  |
| N.º               | Título     | Duración |  |
| 1.                | «Arsénico» | 3:17     |  |